# Olympische Sommerspiele 1996/Leichtathletik – Dreisprung (Frauen)

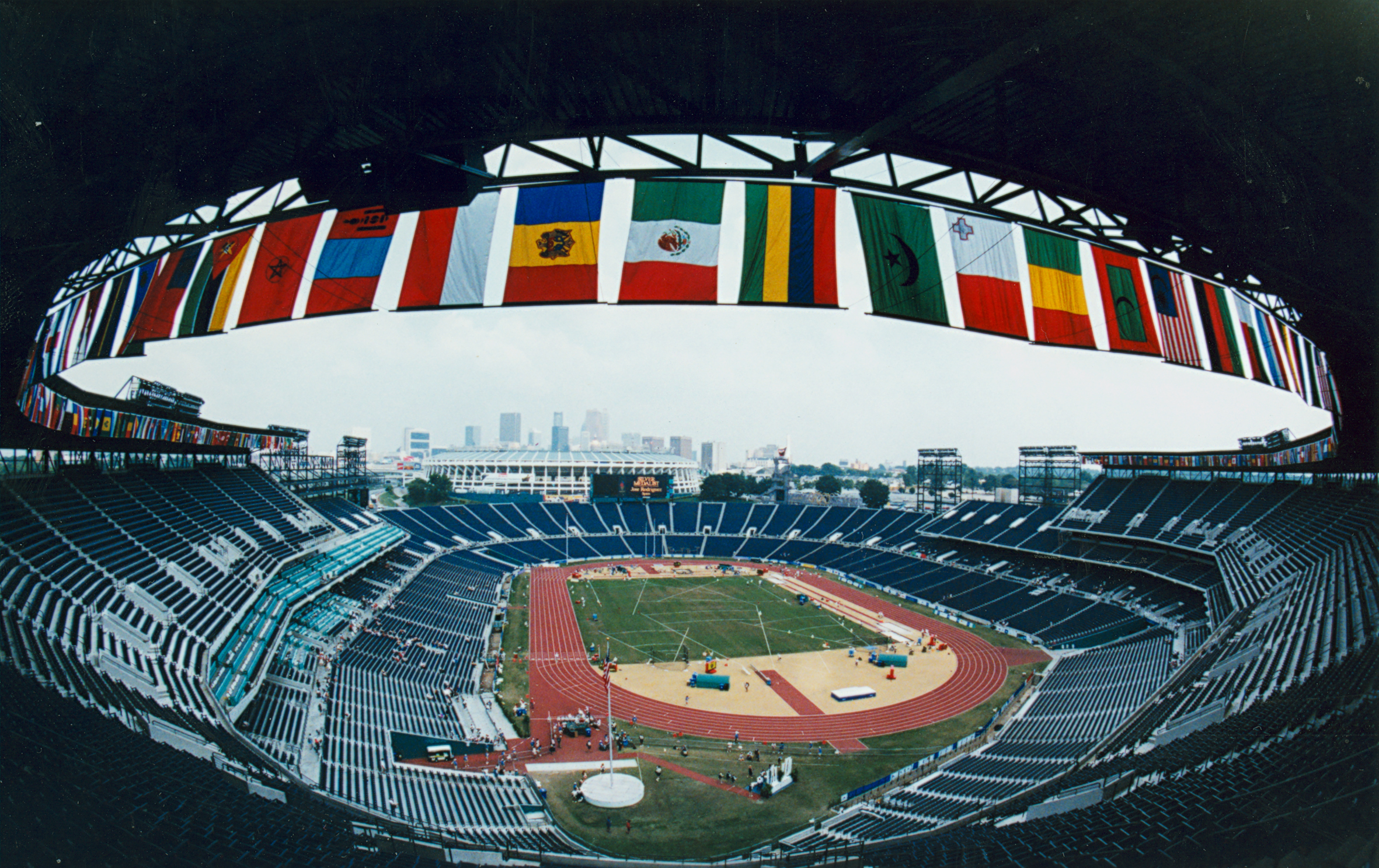
Das Centennial Olympic Stadium von Atlanta im Jahr 1996

Der Dreisprung der Frauen bei den Olympischen Spielen 1996 in Atlanta wurde am 29. und 31. Juli 1996 im Centennial Olympic Stadium ausgetragen. 31 Athletinnen nahmen an der olympischen Premiere dieser Disziplin der Frauenleichtathletik teil.
Erste Olympiasiegerin wurde die Ukrainerin Inessa Krawez. Sie gewann vor der Russin Inna Lassowskaja und der Tschechin Šárka Kašpárková.
Die Deutsche Petra Lobinger schied in der Vorrunde ohne gültigen Versuch aus.

Athletinnen aus der Schweiz, Österreich und Liechtenstein nahmen nicht teil.

## Aktuelle Titelträgerinnen
| Olympiasiegerin 1992                      | Wettbewerb bei Olympischen Spielen bisher nicht ausgetragen | Wettbewerb bei Olympischen Spielen bisher nicht ausgetragen | Wettbewerb bei Olympischen Spielen bisher nicht ausgetragen |
| Weltmeisterin 1995                        | Inessa Krawez ( Ukraine)                                    | 15,50 m                                                     | Göteborg 1995                                               |
| Europameisterin 1994                      | Anna Birjukowa ( Russland)                                  | 14,89 m                                                     | Helsinki 1994                                               |
| Panamerikanische Meisterin 1995           | Laiza Carrillo ( Kuba)                                      | 14,09 m                                                     | Mar del Plata 1995                                          |
| Zentralamerika und Karibik-Meisterin 1995 | Olga Cepero ( Kuba)                                         | 14,14 m                                                     | Guatemala-Stadt 1995                                        |
| Südamerika-Meisterin 1995                 | Andrea Ávila ( Argentinien)                                 | 13,34 m                                                     | Manaus 1995                                                 |
| Asienmeisterin 1995                       | Ren Ruiping ( Volksrepublik China)                          | 13,99 m                                                     | Jakarta 1995                                                |
| Afrikameisterin 1996                      | Kéné Ndoye ( Senegal)                                       | 12,99 m                                                     | Yaoundé 1996                                                |
| Ozeanienmeisterin 1994                    | Shelley Stoddart ( Neuseeland)                              | 12,50 m                                                     | Auckland 1994                                               |

## Bestehende Rekorde

### Bestehende Rekorde
| Weltrekord         | 15,50 m                                                     | Inessa Krawez ( Ukraine)                                    | Göteborg, Schweden                                          | 10. August 1995                                             |
| Olympischer Rekord | Wettbewerb bei Olympischen Spielen bisher nicht ausgetragen | Wettbewerb bei Olympischen Spielen bisher nicht ausgetragen | Wettbewerb bei Olympischen Spielen bisher nicht ausgetragen | Wettbewerb bei Olympischen Spielen bisher nicht ausgetragen |

### Erster Olympiarekord und Rekordverbesserungen
Zunächst wurde ein erster olympischer Rekord aufgestellt, der anschließend einmal gesteigert, einmal egalisiert und ein weiteres Mal verbessert wurde:
- 14,75 m (erster OR) – Inna Lassowskaja, Russland, Qualifikation am 29. Juli, Gruppe B, erster Versuch
- 14,98 m (Verbesserung) – Inna Lassowskaja, Russland, Finale am 31. Juli, zweiter Versuch
- 14,98 m (Egalisierung) – Šárka Kašpárková, Tschechien, Finale am 31. Juli, dritter Versuch
- 15,33 m (Verbesserung) – Inessa Krawez, Ukraine, Finale am 31. Juli, fünfter Versuch

## Doping
Die Bulgarien Iwa Prandschewa, die nach Abschluss des Wettbewerbs zunächst Vierte war, wurde des Dopings mit Metandienon überführt und wie später im Weitsprung disqualifiziert. Noch vor den folgenden Spielen von Sydney wurde sie nach einer weiteren positiven Dopingprobe als Wiederholungstäterin lebenslang gesperrt.
Benachteiligt wurden zwei Athletinnen:
- Jeļena Blaževiča, Lettland – Ihr hätten im Finale als achtplatzierte Teilnehmerin drei weitere Versuche zugestanden.
- Anna Birjukowa, Russland – Sie hätte über ihre Platzierung am Finale teilnehmen können.

## Legende
Kurze Übersicht zur Bedeutung der Symbolik – so üblicherweise auch in sonstigen Veröffentlichungen verwendet:
| –   | verzichtet                                  |
| x   | ungültig                                    |
| w   | Windunterstützung über dem zulässigen Wert  |
| NWI | keine Windinformation (No Wind Information) |

Anmerkung:
Alle Zeiten sind in Ortszeit Atlanta (UTC−5) angegeben.

## Qualifikation
29. Juli 1996, ab 10:30 Uhr
Die Qualifikation wurde in zwei Gruppen durchgeführt. Die Qualifikationsweite für den direkten Finaleinzug betrug 14,20 m. Da genau zwölf Springerinnen diese Weite übertrafen (hellblau unterlegt), wurde das Finalfeld nicht weiter aufgefüllt.

### Gruppe A
| Platz | Name                 | Nation              | 1. Versuch (m) Wind (m/s) | 2. Versuch (m) Wind (m/s) | 3. Versuch (m) Wind (m/s) | Resultat (m) | Anmerkung                              |
| 1     | Olena Howorowa       | USA                 | x                         | 14,60 / +1,0              | –                         | 14,60        |                                        |
| 2     | Ren Ruiping          | Volksrepublik China | x                         | x                         | 14,56 / +1,8              | 14,56        |                                        |
| 3     | Olga Vasdeki         | Griechenland        | 14,13 / −0,2              | 14,48 / +1,8              | –                         | 14,48        |                                        |
| 4     | Olena Chlussowytsch  | Ukraine             | 14,38 / +0,1              | –                         | –                         | 14,38        |                                        |
| 5     | Jeļena Blaževiča     | Lettland            | 14,24 / +0,9              | –                         | –                         | 14,24        |                                        |
| 6     | Anna Birjukowa       | Russland            | 13,81 / +0,8              | 13,94 / −0,1              | 14,19 / +1,3              | 14,19        | eigentlich für das Finale qualifiziert |
| 7     | Galina Tschistjakowa | Slowakei            | 14,08 / +0,4              | 14,14 / +1,2              | 13,54 / −2,3              | 14,14        |                                        |
| 8     | Virge Naeris         | Estland             | 13,94 / +2,6              | 13,95 / +1,8              | 14,00 / −0,3              | 14,00        |                                        |
| 9     | Cynthea Rhodes       | USA                 | x                         | 13,95 / +0,5              | 13,88 / −1,6              | 13,95        |                                        |
| 10    | Barbara Lah          | Italien             | x                         | 13,74 / +0,7              | x                         | 13,74        |                                        |
| 11    | Michelle Griffith    | Großbritannien      | 13,38 / +1,5              | x                         | 13,70 / +0,9              | 13,70        |                                        |
| 12    | Suzette Lee          | Jamaika             | 13,64 / +0,4              | 13,65 / +1,0              | x                         | 13,65        |                                        |
| 13    | Nicola Martial       | Guyana              | 12,75 / +0,2              | x                         | 12,91 / +1,7              | 12,91        |                                        |
| 14    | Vera Bitanji         | Albanien            | 12,55 / +0,6              | 12,82 / +2,2              | x                         | 12,82        | w                                      |
| NM    | Diana Orrange        | USA                 | x                         | –                         | –                         | ogV          |                                        |
| DOP   | Iwa Prandschewa      | Bulgarien           | x                         | 14,61 / +0,1              | –                         | 14,61        | für das Finale zugelassen              |
| DNS   | Michelle Baptiste    | St. Lucia           |                           |                           |                           |              |                                        |
| DNS   | Dione Rose           | Jamaika             |                           |                           |                           |              |                                        |

### Gruppe B
| Platz | Name                     | Nation              | 1. Versuch (m) Wind (m/s)     | 2. Versuch (m) Wind (m/s)     | 3. Versuch (m) Wind (m/s)     | Resultat (m)                  | Anmerkung                     |
| 1     | Inna Lassowskaja         | Russland            | 14,75 OR / +0,1               | –                             | –                             | 14,75                         | erster OR                     |
| 2     | Inessa Krawez            | Ukraine             | 14,57 / +0,3                  | –                             | –                             | 14,57                         |                               |
| 3     | Ashia Hansen             | Großbritannien      | 14,55 / +1,9                  | –                             | –                             | 14,55                         |                               |
| 4     | Šárka Kašpárková         | Tschechien          | 14,42 / −0,6                  | –                             | –                             | 14,42                         |                               |
| 5     | Sheila Hudson            | USA                 | 14,26 / +0,6                  | –                             | –                             | 14,26                         |                               |
| 6     | Rodica Mateescu          | Rumänien            | 13,85 / +1,4                  | 14,22 / +0,3                  | –                             | 14,22                         |                               |
| 7     | Gundega Sproģe           | Lettland            | 13,67 / +0,5                  | x                             | x                             | 13,67                         |                               |
| 8     | Natallja Kajukowa        | Russland            | 13,54 / +0,9                  | 13,35 / +0,2                  | x                             | 13,54                         |                               |
| 9     | Maria Aparecida de Souza | Brasilien           | 13,12 / +0,6                  | 13,38 / +1,2                  | 13,13 / NWI                   | 13,38                         |                               |
| 10    | Wang Xiongrong           | Volksrepublik China | x                             | 13,06 / +0,4                  | 13,32 / −0,3                  | 13,32                         |                               |
| 11    | Heli Koivula             | Finnland            | 12,43 / +1,3                  | x                             | 13,25 / −0,1                  | 13,25                         |                               |
| 12    | Althea Gilharry          | Belize              | x                             | 12,78 / +1,9                  | 12,75 / +1,3                  | 12,78                         |                               |
| 13    | Chantal Ouoba            | Burkina Faso        | 12,40 / +1,7                  | 12,19 / +0,8                  | 12,24 / +0,8                  | 12,40                         |                               |
| NM    | Zita Bálint              | Ungarn              | x                             | x                             | x                             | ogV                           |                               |
| NM    | Petra Lobinger           | Deutschland         | x                             | x                             | x                             | ogV                           |                               |
| NM    | Concepción Paredes       | Spanien             | x                             | x                             | x                             | ogV                           |                               |
| DNS   | Yamilé Aldama            | Kuba                | verletzungsbedingter Verzicht | verletzungsbedingter Verzicht | verletzungsbedingter Verzicht | verletzungsbedingter Verzicht | verletzungsbedingter Verzicht |

## Finale
31. Juli 1996, 18:40 Uhr
| Platz | Name                | Nation              | 1. Versuch (m) Wind (m/s) | 2. Versuch (m) Wind (m/s) | 3. Versuch (m) Wind (m/s) | 4. Versuch (m) Wind (m/s)                       | 5. Versuch (m) Wind (m/s)                       | 6. Versuch (m) Wind (m/s)                       | Resultat (m) | Anmerkung |
| 1     | Inessa Krawez       | Ukraine             | x                         | 14,40 / +1,0              | 14,84 / −0,4              | x                                               | 15,33 OR / −0,1                                 | 14,75 / −0,6                                    | 15,33        | OR        |
| 2     | Inna Lassowskaja    | Russland            | x                         | 14,98 OR / +1,1           | x                         | 14,66 / −0,1                                    | 14,70 / −0,1                                    | 14,21 / +1,6                                    | 14,98        |           |
| 3     | Šárka Kašpárková    | Tschechien          | x                         | 14,45 / ±0,0              | 14,98 ORe / −0,6          | 14,69 / −0,6                                    | x                                               | 14,48 / −0,5                                    | 14,98        |           |
| 4     | Ashia Hansen        | Großbritannien      | 13,61 / −0,1              | 14,49 / ±0,0              | 13,75 / +0,1              | 14,35 / +0,3                                    | 14,24 / +0,6                                    | 14,30 / +0,8                                    | 14,49        |           |
| 5     | Olga Vasdeki        | Griechenland        | 13,94 / +0,3              | 14,44 / +0,1              | 14,39 / −0,9              | x                                               | 14,17 / +1,1                                    | 14,33 / +0,5                                    | 14,44        |           |
| 6     | Ren Ruiping         | Volksrepublik China | 14,30 / +0,9              | 14,11 / +0,6              | 13,80 / −1,8              | 13,70 / −0,5                                    | 13,75 / +1,2                                    | 13,91 / ±0,0                                    | 14,30        |           |
| 7     | Rodica Mateescu     | Rumänien            | x                         | 13,92 / −0,1              | 14,21 / +0,1              | 14,07 / +0,8                                    | 13,68 / −0,4                                    | x                                               | 14,21        |           |
|       |                     |                     |                           |                           |                           |                                                 |                                                 |                                                 |              |           |
| 8     | Jeļena Blaževiča    | Lettland            | 13,98 / +1,3              | 14,12 / +0,7              | 13.88 / +1,9              | eigentlich zu drei weiteren Sprüngen berechtigt | eigentlich zu drei weiteren Sprüngen berechtigt | eigentlich zu drei weiteren Sprüngen berechtigt | 14,12        |           |
| 9     | Olena Howorowa      | Ukraine             | x                         | 14,04 / −0,5              | 14,09 / −0,3              | nicht im Finale der besten acht Springerinnen   | nicht im Finale der besten acht Springerinnen   | nicht im Finale der besten acht Springerinnen   | 14,09        |           |
| 10    | Sheila Hudson       | USA                 | 14,02 / +0,5              | 13,91 / +0,1              | 13,69 / +0,2              | nicht im Finale der besten acht Springerinnen   | nicht im Finale der besten acht Springerinnen   | nicht im Finale der besten acht Springerinnen   | 14,02        |           |
| 11    | Olena Chlussowytsch | Ukraine             | 13,81 / +0,3              | 13,65 / +0,8              | –                         | nicht im Finale der besten acht Springerinnen   | nicht im Finale der besten acht Springerinnen   | nicht im Finale der besten acht Springerinnen   | 13,81        |           |
| DOP   | Iwa Prandschewa     | Bulgarien           | x                         | x                         | 14,84 / −0,7              | 14,39 / +0,5                                    | x                                               | 14,92 / −0,1                                    | 14,92        |           |

Zwölf Athletinnen hatten sich für das Finale qualifizieren können, alle hatten die geforderte Qualifikationsweite übertroffen. Drei Ukrainerinnen trafen auf je eine Teilnehmerin aus Bulgarien, China, Griechenland, Lettland, Rumänien, Russland, Tschechien, den USA und Großbritannien.
Weltrekordlerin und Weltmeisterin Inessa Krawez aus der Ukraine war die klare Favoritin. Ebenfalls hoch eingeschätzt wurde die russische WM-Vierte Inna Lassowskaja. Es gab zahlreiche weitere Athletinnen, denen Chancen auf vordere Platzierungen eingeräumt wurden, die aber vor diesen Spielen nicht das hohe Leistungsniveau der beiden genannten Favoritinnen aufzuweisen hatten.
In der ersten Runde sprang die Chinesin Ren Ruiping 14,30 m, was zunächst einmal für die Führung reichte. Im zweiten Durchgang übernahm Lissowskaja mit ihren 14,98 m die Spitze. Krawez und die Bulgarin Iwa Prandschewa kamen im dritten Versuch beide auf 14,84 m und hatten damit die Plätze hinter der weiterhin führenden Lissowskaja erobert. Doch die Tschechin Šárka Kašpárková zog mit 14,98 m an ihnen vorbei, womit sie erst einmal die neue Spitzenreiterin war, denn ihr zweitbester Sprung war weiter als der Lissowskajas, die neben ihren 14,98 m bisher zwei ungültige Versuche produziert hatte. Eine Veränderung des Klassements kam erst wieder im fünften Versuch zustande. Inessa Krawez übertraf mit 15,33 m die 15-Meter-Marke und hatte damit die Führung erobert. Dies reichte zum Olympiasieg, es sollte der einzige 15-Meter-Sprung in dieser Konkurrenz bleiben. Zweite wurde Inna Lissowskaja, die die gleiche Weite hatte wie Kašpárková, jedoch mit ihrem fünften Sprung eine um einen Zentimeter bessere zweite Weite als Šárka Kašpárková aufzuweisen hatte. Die Britin Ashia Hansen belegte Rang vier vor der Griechin Olga Vasdeki. Ren Ruiping wurde Sechste.

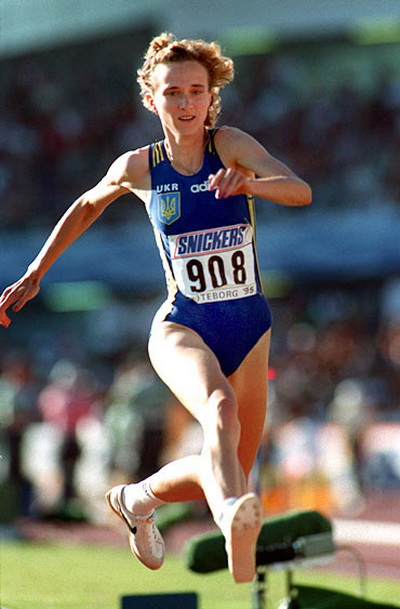
Olympiasiegerin Inessa Krawez gelang der einzige 15-Meter-Sprung dieser Konkurrenz
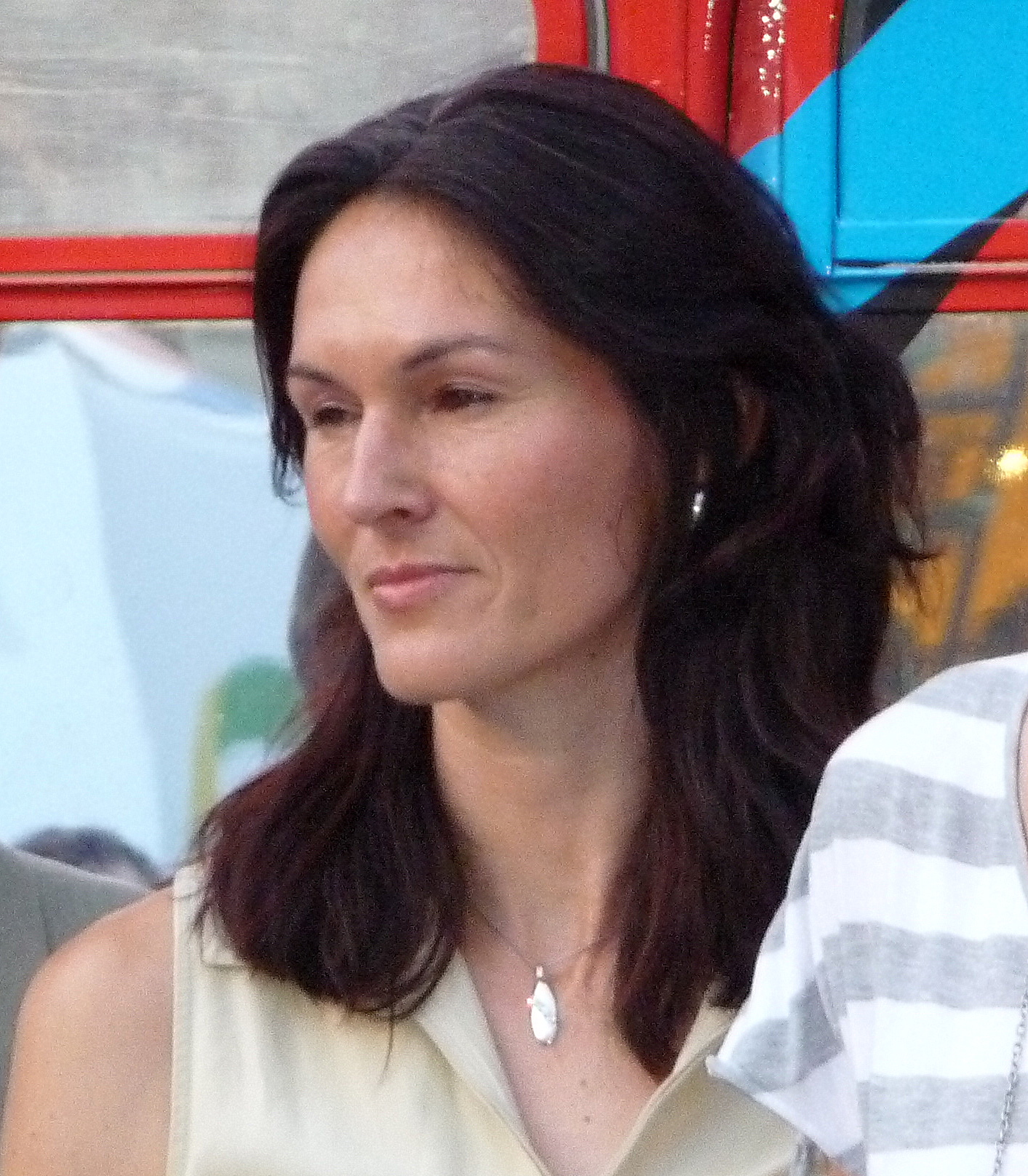
Bronzemedaillengewinnerin Šárka Kašpárková (Foto: 2011)

## Videolinks
- Women's Triple Jump Final Atlanta Olympics 31-07-1996, youtube.com, abgerufen am 18. Januar 2022
- Women's Triple Jump Final Atlanta Olympics 1996, youtube.com, abgerufen am 15. März 2018